# Međunarodni odbor Crvenog križa
Međunarodni odbor Crvenog križa je privatno humanitarno društvo osnovano 1863.g. u Ženevi Švicarska. Društvo je utemeljitelj je Međunarodnog pokreta Crvenog križa i jedna je od njegovih sastavnica.
Glavni cilj društva je "zaštititi život i dostojanstvo žrtava rata i unutarnjeg nasilja te im osigurati pomoć." .

## Povijest
Društvo je nastalo 17. veljače 1863.g. kada je održana prvi sastanak "„Međunarodnog odbora za pomoć ranjenicima“, poznatog kao i "Odbora petorice", na kojem su (petorica) odabrani članovi ženevskog „Društva javne koristi“  ispitivali mogućnost provedivosti ideje Henri Dunanta o poboljšanju skrbi ranjenim vojnicima. 

## Wiki poveznice
- Ženevske konvencije
- Međunarodni Crveni križ